# Australian Open (squash)

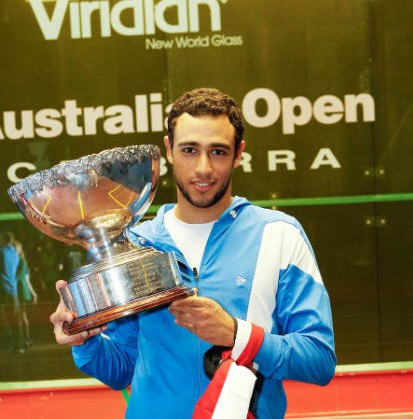
Ramy Ashour avec son trophée de l'Australian Open en 2011.

L'Open d'Australie ou Australian Squash Open est un tournoi de squash qui se tient au Melbourne Sports and Aquatic Centre (en) à Melbourne depuis 2015 .

## Palmarès

### Hommes
| Année | Champion           | Finaliste          | Score                             |
| ----- | ------------------ | ------------------ | --------------------------------- |
| 2025  | Karim Abdel Gawad  | Paul Coll          | 9-11, 11-6, 13-11, 11-9 (83 min)  |
| 2024  | Youssef Soliman    | Victor Crouin      | 1-8, 11-4, 4-11, 11-6 (60 min)    |
| 2022  | Miguel Á Rodríguez | Greg Lobban        | 8-11, 11-1, 11-8, 11-9            |
| 2020  | Rhys Dowling       | Joseph White       | 11-8, 11-6, 11-4,                 |
| 2019  | Victor Crouin      | Mohd Syafiq Kamal  | 11-8, 11-5, 11-4                  |
| 2018  | Rex Hedrick        | Dimitri Steinmann  | 11-4, 12-10, 11-5                 |
| 2017  | Eain Yow Ng        | Joshua Larkin      | 11-5, 11-9, 11-7                  |
| 2016  | Abdulla Al-Tamimi  | Campbell Grayson   | 6-11, 11-9, 11-7, 11-5            |
| 2015  | Paul Coll          | Cameron Pilley     | 11-7, 5-11, 11-6, 11-5            |
| 2014  | Pas de compétition | Pas de compétition | Pas de compétition                |
| 2013  | Pas de compétition | Pas de compétition | Pas de compétition                |
| 2012  | Ramy Ashour        | Omar Mosaad        | 11-9, 11-9, 11-6                  |
| 2011  | Ramy Ashour        | Nick Matthew       | 14-12, 11-6, 10-12, 11-8, 11-4    |
| 2010  | Nick Matthew       | Ramy Ashour        | 14-16, 11-7, 12-10, 11-4          |
| 2009  | Stewart Boswell    | Cameron Pilley     | 11-8, 7-11, 11-8, 10-12, 11-9     |
| 2008  | David Palmer       | Kashif Shuja       | 11-7, 14-12, 11-8                 |
| 2007  | Stewart Boswell    | Cameron Pilley     | 11-4, 11-6, 6-11, 7-11, 11-6      |
| 2006  | Stewart Boswell    | David Palmer       | 7-11, 11-8, 4-11, 12-10, 11-2     |
| 2005  | Anthony Ricketts   | David Palmer       | 11-9, 11-8, 11-9                  |
| 2004  | Dan Jenson         | Cameron Pilley     | 4-15, 15-5, 15-8, 15-5            |
| 2003  | Dan Jenson         | Paul Price         | 12-15, 15-12, 15-11, 15-2         |
| 2002  | Stewart Boswell    | Anthony Ricketts   | 13-15, 9-15, 15-9, 15-2, 15-11    |
| 2001  | Tommy Berden       | Anthony Ricketts   | 15-12, 17-16, 11-15, 12-15, 15-13 |
| 2000  | Anthony Ricketts   | Paul Price         | 15-6, 12-15, 15-2, 11-15, 15-13   |
| 1999  | Pas de competition | Pas de competition | Pas de competition                |
| 1998  | Jonathon Power     | Anthony Hill       | 15-10, 15-8, 15-8                 |
| 1997  | Rodney Eyles       | Brett Martin       | 15-9, 11-15, 17-15, 15-17, 17-15  |
| 1996  | Brett Martin       |                    |                                   |
| 1995  | Pas de competition | Pas de competition | Pas de competition                |
| 1994  | Brett Martin       |                    |                                   |
| 1993  | Rodney Martin      | Chris Dittmar      | 15-13, 14-17, 15-8, 15-7          |
| 1992  | Rodney Martin      | Jansher Khan       | 15-12, 15-12, 15-8                |
| 1991  | Chris Dittmar      | Jahangir Khan      | 15-10, 14-17, 15-10, 15-8         |
| 1990  | Rodney Martin      | Chris Dittmar      | 15-11, 13-15, 15-9, 15-10         |
| 1989  | Chris Dittmar      |                    |                                   |
| 1988  | Chris Dittmar      |                    |                                   |
| 1987  | Chris Robertson    |                    |                                   |
| 1986  | Rodney Martin      |                    |                                   |
| 1985  | Rodney Martin      |                    |                                   |
| 1984  | Tristan Nancarrow  | Dean Williams      |                                   |
| 1983  | Ross Thorne        |                    |                                   |
| 1982  | Jahangir Khan      | Dean Williams      |                                   |
| 1981  | Geoff Hunt         | Dean Williams      |                                   |
| 1980  | Geoff Hunt         | Dean Williams      |                                   |

### Femmes
| Année | Champion                | Finaliste               | Score en finale                 |
| ----- | ----------------------- | ----------------------- | ------------------------------- |
| 2025  | Olivia Weaver           | Amina Orfi              | 4-11, 11-9, 11-1, 11-9 (53 min) |
| 2024  | Salma Hany              | Amina Orfi              | 11-5, 11-8, 11-9 (46 min)       |
| 2022  | Nele Gilis              | Sabrina Sobhy           | 11-9, 11-8, 11-6                |
| 2020  | Rachael Grinham         | Jessica Turnbull        | 15-13, 11-9, 7-11, 5-11, 11-8,  |
| 2019  | Sivasangari Subramaniam | Satomi Watanabe         | 5-11, 11-9, 11-9, 11-9          |
| 2018  | Low Wee Wern            | Hana Ramadan            | 11-6, 11-9, 10-12, 11-6         |
| 2017  | Rachael Grinham         | Sivasangari Subramaniam | 11-5, 11-9, 11-7                |
| 2016  | Dipika Pallikal         | Mayar Hany              | 10-12,11-5,11-6,11-4            |
| 2015  | Joelle King             | Annie Au                | 11-5, 11-6, 11-9                |
| 2014  | Pas de compétition      | Pas de compétition      | Pas de compétition              |
| 2013  | Pas de compétition      | Pas de compétition      | Pas de compétition              |
| 2012  | Nicol David             | Laura Massaro           | 17-15, 11-2, 11-6               |
| 2011  | Nicol David             | Jenny Duncalf           | 11-8, 11-4, 11-6                |
| 2010  | Madeline Perry          | Alison Waters           | 11-5, 12-10, 6-11, 4-11, 13-11  |
| 2009  | Joelle King             | Annie Au                | 11-6, 11-13, 14-12, 11-7        |
| 2008  | Annie Au                | Kasey Brown             | 6-11, 7-11, 11-6, 11-6, 12-10   |
| 2007  | Shelley Kitchen         | Kasey Brown             | 9-4, 9-7, 9-4                   |
| 2006  | Kasey Brown             | Dianne Desira           | 9-2, 9-1, 9-3                   |
| 2005  | Rachael Grinham         | Amelia Pittock          | 9-3, 9-7, 9-1                   |
| 2004  | Natalie Grinham         | Amelia Pittock          | 9-0, 9-0, 9-4                   |
| 2003  | Sarah Fitz-Gerald       | Natalie Grinham         | 9-0, 9-2, 9-2                   |
| 2002  | Sarah Fitz-Gerald       | Laura Keating           | 9-0, 9-2, 9-0,                  |
| 2001  | Sarah Fitz-Gerald       | Natalie Grinham         | 9-0, 9-1, 9-2                   |
| 2000  | Leilani Joyce           | Carol Owens             | 9-7, 9-5, 9-3                   |
| 1999  | Michelle Martin         | Leilani Joyce           | 9-7, 9-0, 9-3                   |
| 1998  | Michelle Martin         | Sarah Fitz-Gerald       | 9-4, 2-9, 9-6, 9-5              |
| 1997  | Sarah Fitz-Gerald       | Michelle Martin         | 5-9, 9-4, 9-4, 9-0              |
| 1996  | Michelle Martin         | Sarah Fitz-Gerald       | 4-9, 9-5, 9-4, 9-1              |
| 1995  | Michelle Martin         | Sarah Fitz-Gerald       | 9-3, 9-4, 5-9, 9-5              |
| 1994  | Michelle Martin         | Liz Irving              | 15-13, 15-6, 10-15, 15-9        |
| 1993  | Michelle Martin         | Liz Irving              | 15-13, 15-8, 15-5               |
| 1992  | Susan Devoy             | Cassie Jackman          |                                 |
| 1991  | Michelle Martin         | Liz Irving              | 16-17, 15-12, 15-11, 15-12      |
| 1990  | Susan Devoy             | Michelle Martin         |                                 |
| 1989  | Vicki Cardwell          |                         |                                 |
| 1988  | Vicki Cardwell          | Michelle Martin         |                                 |
| 1987  | Lisa Opie               |                         |                                 |
| 1986  | Lisa Opie               |                         |                                 |
| 1985  | Jan Miller              |                         |                                 |
| 1984  | Vicki Cardwell          |                         |                                 |
| 1983  | Vicki Cardwell          | Rhonda Thorne           | 9-1, 9-3, 9-4                   |
| 1982  | Vicki Cardwell          |                         |                                 |
| 1981  | Rhonda Thorne           | Vicki Cardwell          | 8-10, 9-4, 9-5, 7-9, 9-7        |
| 1980  | Vicki Hoffmann          |                         |                                 |
| 1979  | Vicki Hoffmann          |                         |                                 |